# Louis Hambis
Louis Georges Rémy Hambis, né le 18 décembre 1906 à Ligugé et mort le 10 octobre 1978 à Maisons-Laffitte, est un orientaliste français, professeur au Collège de France et spécialiste de l'Asie centrale et de la Haute Asie.

## Biographie
Louis Hambis est élève, en 1927-1928, à l'École pratique des hautes études, où il a comme enseignants Frédéric Joüon des Longrais en histoire étrangère, et Isidore Lévy en histoire ancienne de l'Orient,.
Il est directeur d'études à l'École pratique des hautes études (depuis 1952), puis professeur titulaire de la chaire d'histoire et civilisations de l'Asie centrale au Collège de France (1965-1977). Il est nommé directeur du Centre de recherches sur l'Asie centrale et la Haute Asie en 1974.

## Activités éditoriales
Il est, en 1955, le traducteur en français sous le titre de La description du monde du Livre de Marco Polo publié en anglais avec beaucoup de variantes sous le titre de The Description of the Word, par Moule et Pelliot. À partir de 1998, la réédition de la traduction de Hambis avec notes de Stéphane Yerasimos et cartes de Pierre Simonet porte le titre de Le devisement du monde : le Livre des Merveilles.

## Publications

### Ouvrages
- Jean Becquet et Louis Hambis (traduction et annotation), Jean de Plan Carpin. Histoire des Mongols : Historia Mongalorum, Paris, Adrien Maisonneuve, 1965, 208 p.[8].
- La Sibérie, Paris, Puf, coll. « Que sais-je ? » (no 736), 1965, 128 p. (BNF 33037466).
- La Haute-Asie, Paris, Puf, coll. « Que sais-je ? » (no 573), 1953, 136 p. (BNF 32218822) (2e édition, 1968, 128 p, (BNF 33037464)).
- Attila et les Huns, Paris, PUF, coll. « Que sais-je ? » (no 1501), 1972, 127 p. (BNF 35428428).
- Gengis Khan, Paris, Presses universitaires de France, coll. « Que sais-je ? » (no 1524), 1973, 127 p. (BNF 35428451).
- (coll.) avec Krishnā Riboud, Gabriel Vial, Madeleine Hallade, Tissus de Touen-houang conservés au Musée Guimet et à la Bibliothèque nationale, Paris, A. Maisonneuve : Centre de recherche sur l'Asie centrale et la Haute Asie : Impr. Nationale, 1970 (OCLC 406763222)
- (coll.) L'Asie Centrale, histoire et civilisation, Paris, Imprimerie Nationale, 1977, 271 p..

### Articles
- avec « Grammaire de la langue mongole écrite (Première partie) », Linguistic Society of America, vol. 23, no 3,‎ 1947, p. 305-307 (DOI 10.2307/409888, JSTOR 409888)
- (en) « The ancient Civilizations of Manchuria », East and West, Istituto italiano per l'Africa e l'Oriente, vol. 7, no 3,‎ octobre 1956, p. 218-228 (JSTOR 29753822)

## Distinctions
- Chevalier de la Légion d'honneur
- Commandeur de l'ordre des Palmes académiques (1972) au titre de « professeur au Collège de France à Paris »[9]